# Duomo di Cremona
Il duomo di Cremona, noto pure come cattedrale di Santa Maria Assunta, è il principale luogo di culto cattolico della città di Cremona, in Lombardia, sede vescovile della diocesi omonima.
La cattedrale è un tempio romanico continuamente riadattato con elementi gotici, rinascimentali e barocchi. All'interno conserva notevoli capolavori di scultura e di pittura, tra cui l'avello dei SS. Mario e Marta e dei loro figli Audiface e Abaco, originari della Persia e martirizzati a Roma, detta "Arca dei martiri persiani".
Dal 1940 è monumento nazionale italiano.

## Storia
La cattedrale di Cremona fu eretta nel XII secolo, periodo di grande prestigio della città, collegato a una serie di successi in campo militare e a condizioni di benessere economico. Il luogo scelto per la costruzione era il punto più alto della città medioevale, non lontano dal centro dell'originario castrum romano, al riparo dalle alluvioni del Po, che all'epoca scorreva molto più vicino al centro storico rispetto ad oggi.
In questo luogo, all'epoca, sorgevano due chiese, l'una dedicata a Santo Stefano e l'altra a Santa Maria, che furono demolite per dare inizio ai lavori di costruzione del tempio principale. La data di posa della prima pietra è nota: 26 agosto 1107.
Durante la reggenza del vescovo Oberto da Dovara, il devastante terremoto del 3 gennaio 1117 sconvolse il Nord Italia e danneggiò gravemente anche la nuova cattedrale cremonese, che venne pertanto ricostruita, praticamente in toto, nei decenni successivi. Un documento redatto dal vescovo Sicardo attesta la ripresa dei lavori di costruzione nell'anno 1129, quando furono ritrovate, sotto le macerie, le reliquie di sant'Imerio. Nel 1190 avvenne la consacrazione, presieduta dal vescovo Sicardo.

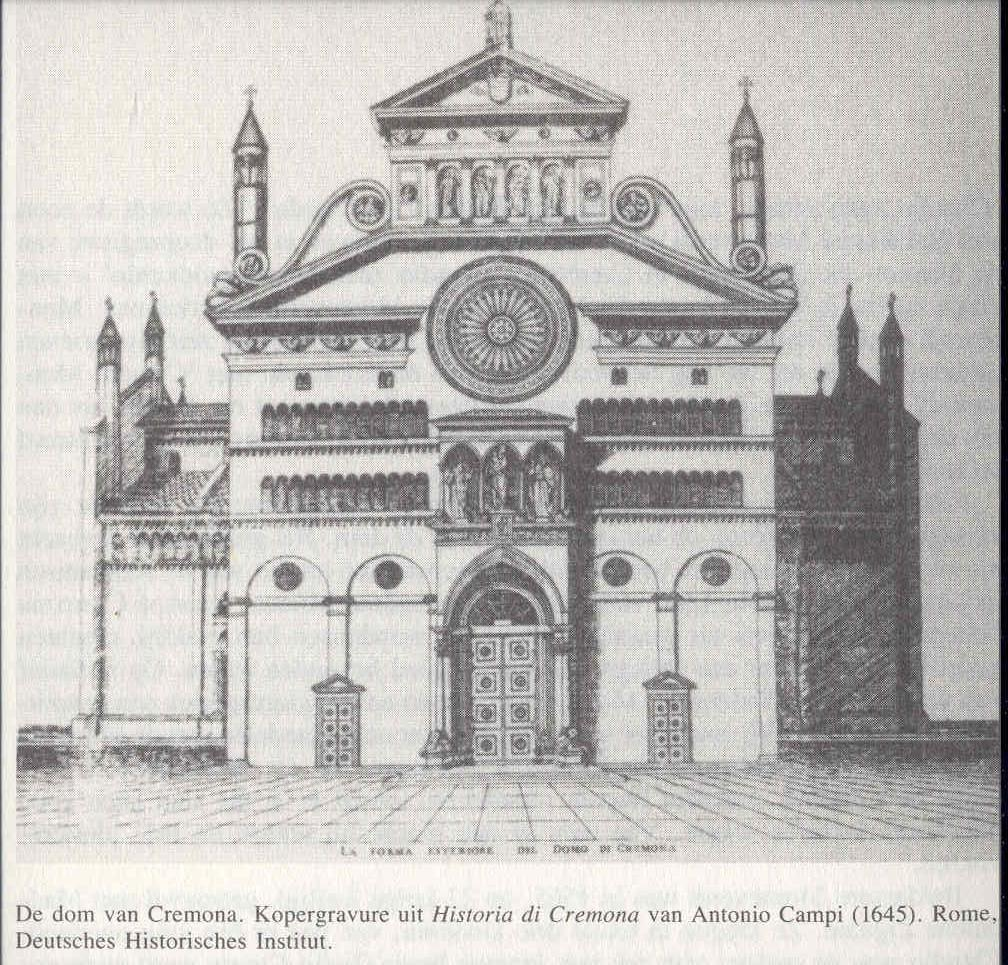
La facciata della cattedrale nel 1645

La cattedrale eretta nel XII secolo si presentava molto diversa dall'attuale. Innanzitutto già aveva una facciata a salienti, come dimostrano alcune raffigurazioni (tra cui un sigillo comunale, ora conservato presso l'Archivio di Stato), e la pianta era basilicale, senza transetto. Il progetto originario prevedeva inoltre che la facciata venisse affiancata da due torri laterali, sul modello delle grandi cattedrali delle città imperiali d'oltralpe (westwerk). Tale idea non fu però messa in pratica, forse anche a causa dell'erezione, a lato della facciata, di una ben più alta torre campanaria (il Torrazzo).
Fra la fine del XIII secolo e la metà del XIV furono aggiunti i due bracci del transetto, conferendo alla chiesa una planimetria cruciforme (quasi a croce greca, in quanto la lunghezza del transetto supera appena quella del corpo longitudinale).
Ulteriori interventi si susseguirono nei secoli successivi, concentrati soprattutto all'interno della chiesa. Tra le modifiche operate all'esterno, vi sono soprattutto quelle riguardanti la vecchia facciata di mattoni romanica. Infatti quest'ultima a partire dal 1274 venne rivestita in marmo e dotata del rosone da Giacomo Porrata. Nella fine del secolo i Mestri campionesi realizzarono i due origini di logge e il protiro. Nel 1491 l'architetto Alberto Maffiolo da Carrara è chiamato per ritoccare la parte superiore della facciata, conferendogli l'aspetto attuale con le nicchie dei santi, il timpano, le volute e la guglia centrale. Nel medesimo periodo, l'architetto Lorenzo de Trotti realizzò parte del portico (di forme bramantesche) che collega il Duomo al Torrazzo, completandolo all'inizio del secolo successivo con la costruzione della loggetta rinascimentale denominata Bertazzola.
Nel XX secolo l'intervento più significativo riguardò la sistemazione, in termini urbanistici, dell'area attorno alla cattedrale, al Torrazzo e al Battistero. Nel 1931 furono demolite le case che si addossavano al lato settentrionale del duomo, creando l'odierno Largo Boccaccino.

## Descrizione

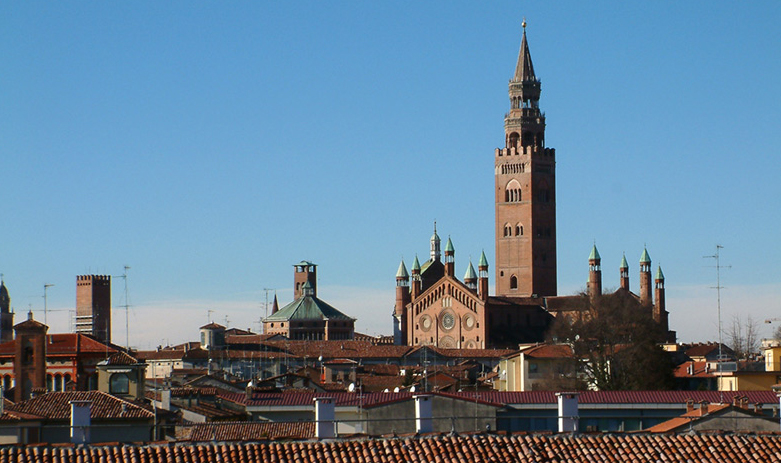
Il profilo della città col duomo.

### Esterno
Il complesso costituito dal duomo, dal battistero e dal Torrazzo risulta completamente staccato dal resto del tessuto urbano, essendo circoscritto da vie e piazze (dopo una serie di demolizioni effettuate nella prima metà del XX secolo).
L'intero edificio è sormontato da numerose guglie, di ispirazione nordica che trovano dei parallelismi nell'architettura romanica tedesca. Tre sovrastano la facciata settentrionale, tre la facciata meridionale, due il complesso absidale e due la facciata principale, per un totale di dieci. La facciata principale ne possedeva in origine tre: le modifiche apportate in epoca rinascimentale hanno comportato l'abbattimento della guglia centrale, e la costruzione dell'attuale torretta.
Sul fianco destro è collocata la statua di Giovanni Baldesio, leggendario personaggio della città.

#### Facciata principale

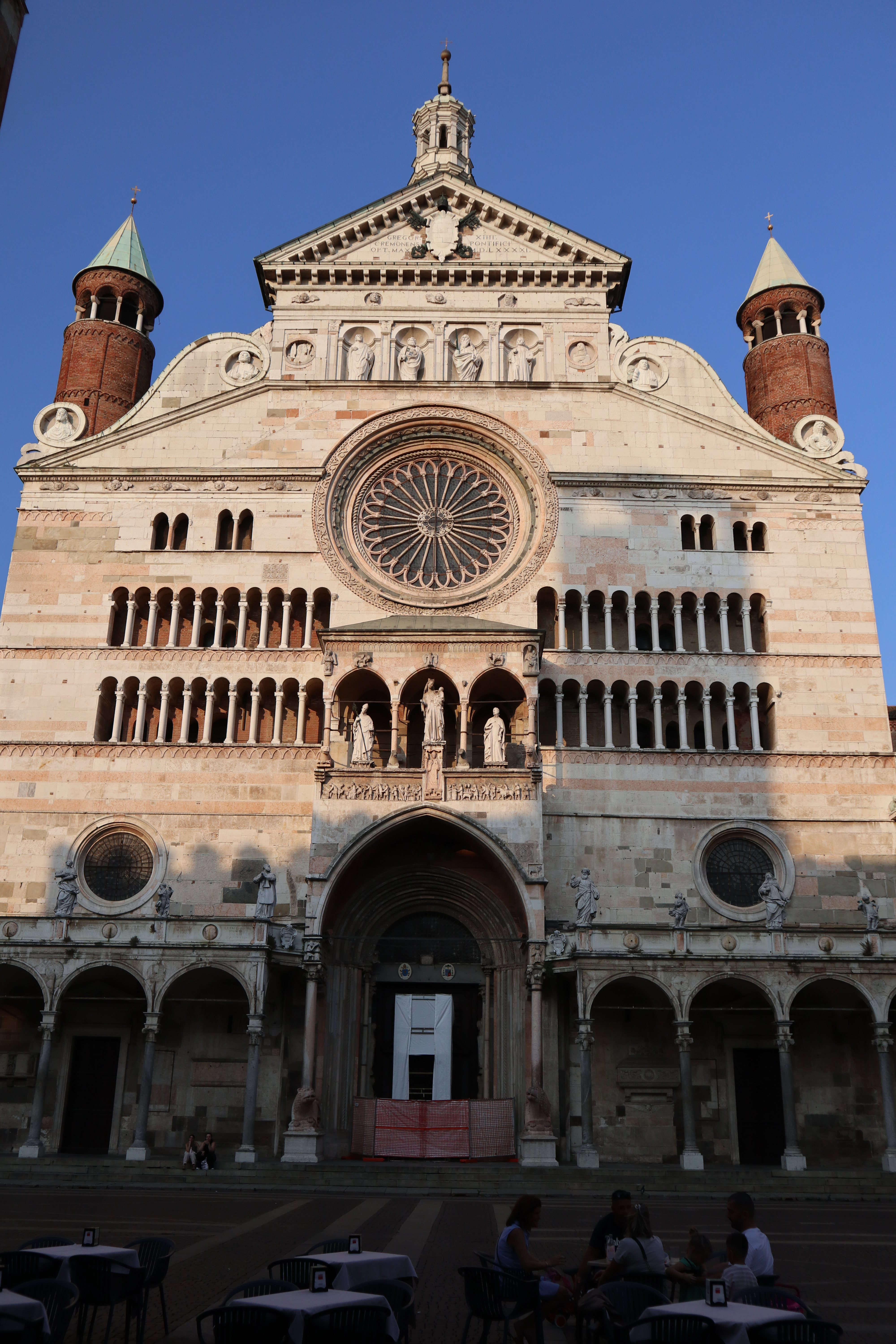
La facciata principale

La facciata principale, affiancata dal Torrazzo, guarda su Piazza del Comune (antica Platea Maior della città medievale), esattamente di fronte al palazzo Comunale. Della primitiva cattedrale conserva i quattro rilievi con i Profeti Geremia, Isaia, Daniele, Ezechiele posti sugli stipiti del portale e realizzati dal Maestro dei Profeti, in uno stile bizantino-ottoniano con influenze borgognona e di Wiligelmo. Dello stesso artista anche i rilievi del Leone e del Toro, nella base della lunetta. Pregevole anche il marmoreo Fregio dei Mesi, sopra l'arcone del protiro, intervallato dal rilievo del Vescovo Sicardo, realizzati fra il 1220 e il 1230. 
Rivestita, a partire dal 1274, di marmo bianco di Carrara e rosso di Verona dai maestri campionesi, è caratterizzata da un grande rosone centrale, opera di Giacomo Porrata da Como. Il fronte è alleggerito da una loggetta a due piani, interrotta nel mezzo dall'elegante protiro sormontato da una loggetta a tre arcate, che accolgono le statue di Sant'Imerio, la Madonna col Bambino, e Sant'Omobono realizzate intorno al 1320 da Marco Romano. I due leoni che reggono le colonne del protiro scolpiti da Giovanni Bono da Bissone nel 1285.
Gli interventi rinascimentali riguardano soprattutto la parte superiore della facciata; Alberto Maffiolo da Carrara, nel 1491 vi innalza un attico con quattro nicchie, ospitanti le quattro statue dei Santi Pietro, Paolo, Pietro Esorcista e Marcellino, scolpite da Giovanni Pietro da Rho nel 1507. I medaglioni laterali raffiguranti Bianca Maria Visconti e Francesco Sforza risalgono al XV secolo.

#### Facciate dei Transetti
I due bracci (settentrionale e meridionale) del transetto terminano anch'essi con delle facciate, entrambe a capanna irte di tre guglie, alleggerite da gallerie nel sottotetto e aperte da rosoni e polifore. Quella del braccio settentrionale fu eretta nel 1288 da Giacomo Camperio e Bartolino Bragerio, ma ripresa nel 1319 per riparare i danni di un terremoto. Precede il portale d'ingresso un protiro della fine del XIII secolo, sostenuto da due leoni di Giambono da Bissone e decorato da i rilievi dell'Arcangelo e dell'Annunziata, attribuiti a Wiligelmo. Sull'architrave del portale è un fregio proveniente dalla vecchia chiesa.
La facciata del transetto meridionale realizzata da Franceschino e Canino Toselli fra il 1342 e il 1374, su impronta di quella nord, ma con minor enfasi.

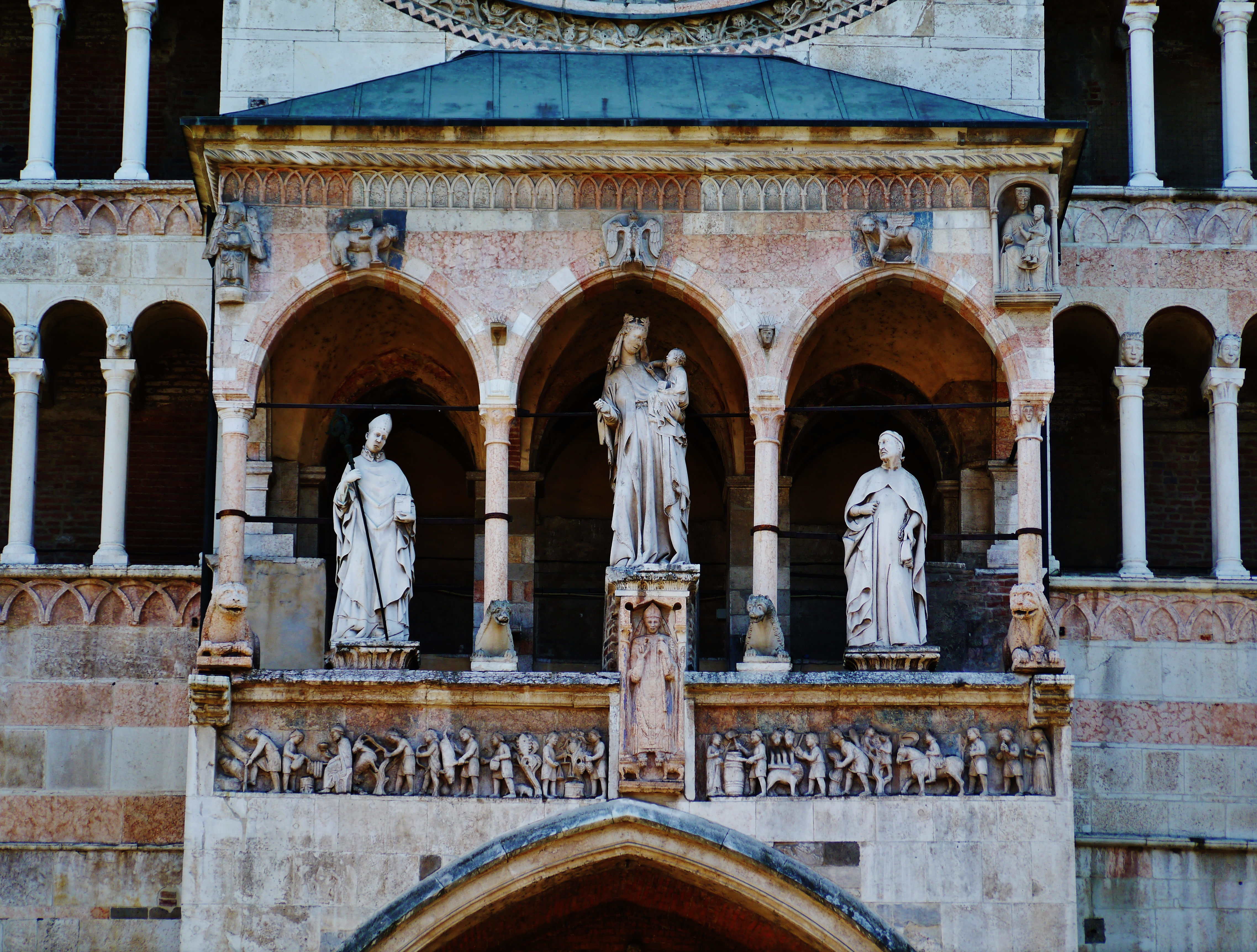
Le statue del protiro
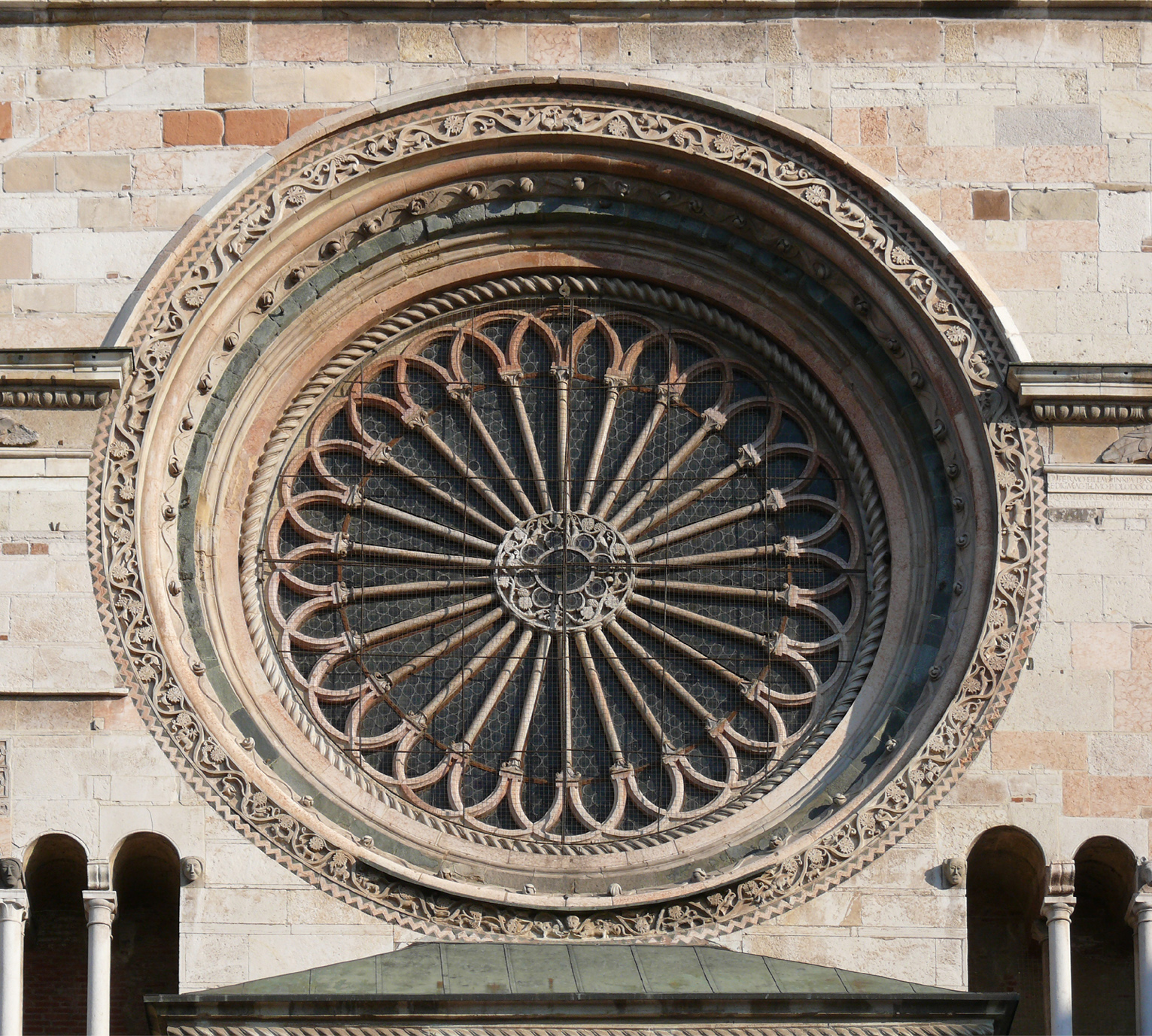
Il rosone
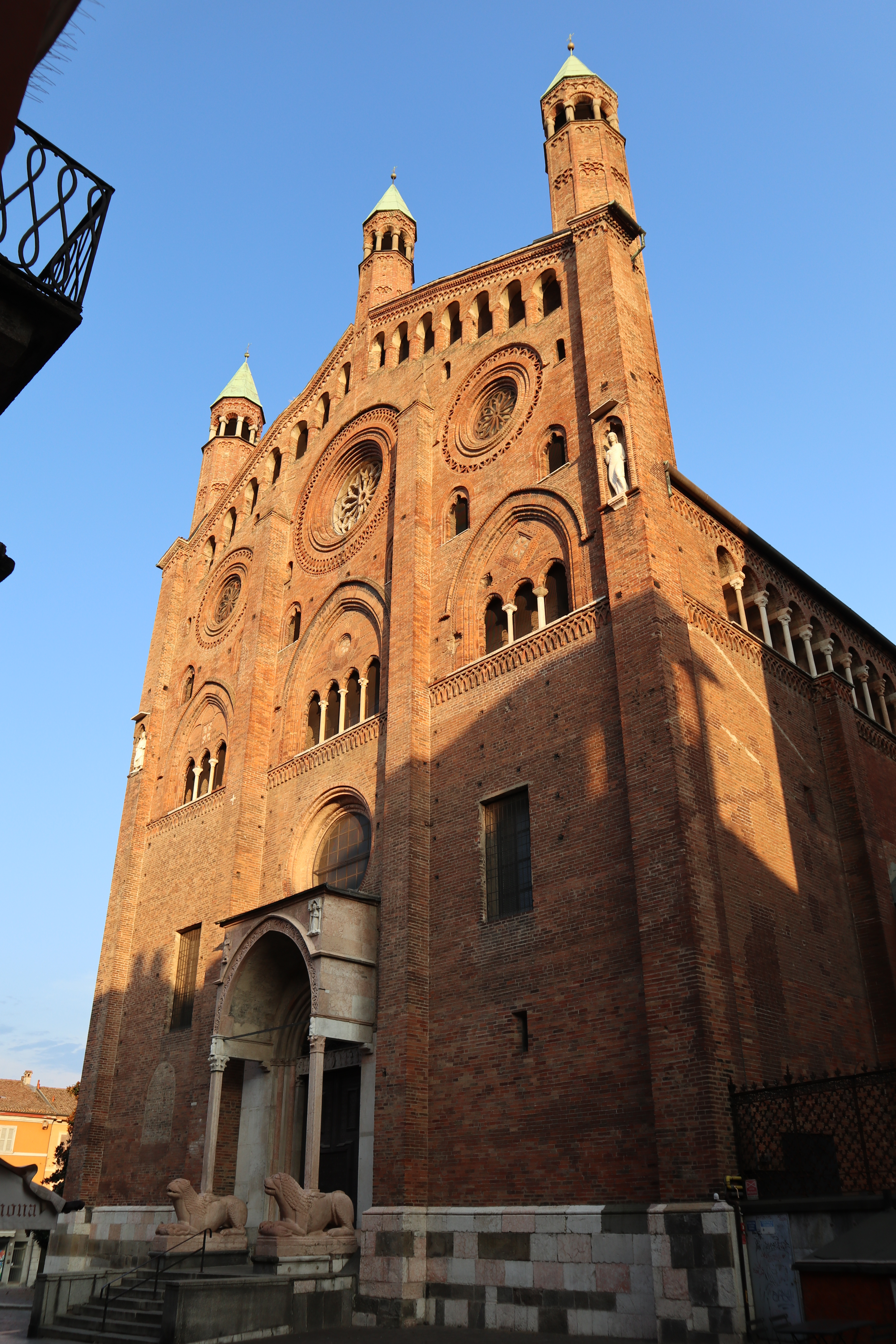
La facciata del transetto nord
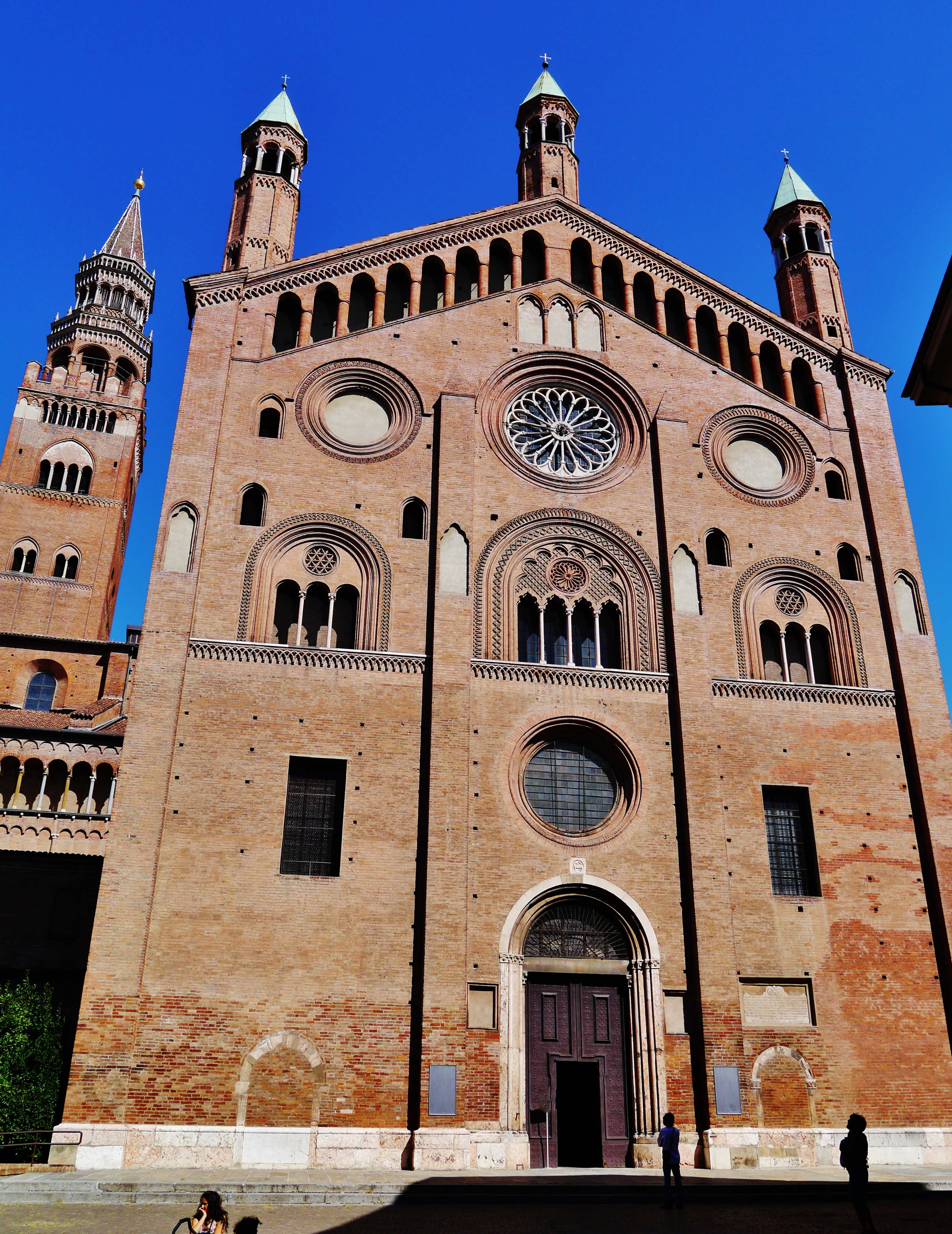
La facciata del transetto sud
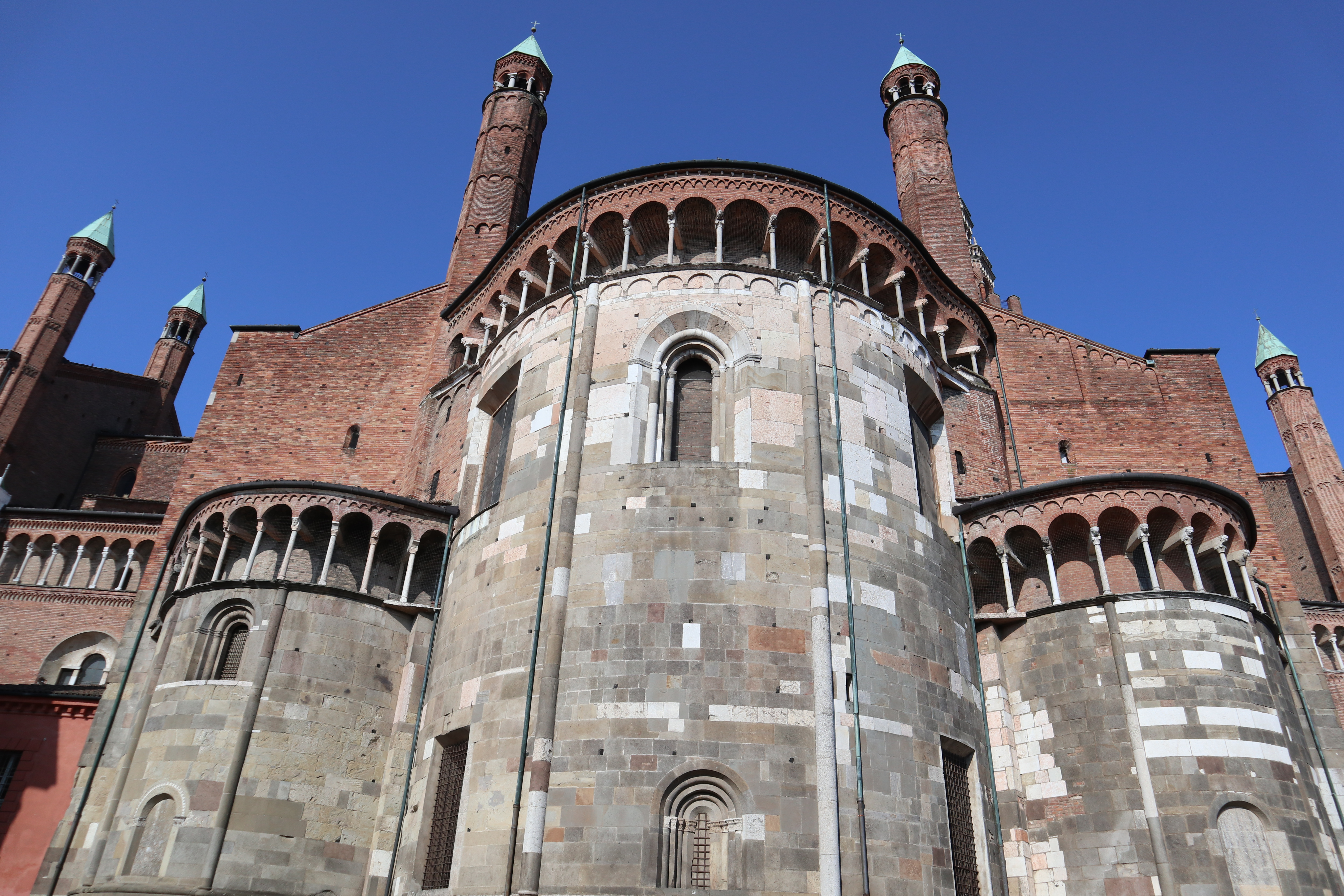
Le absidi
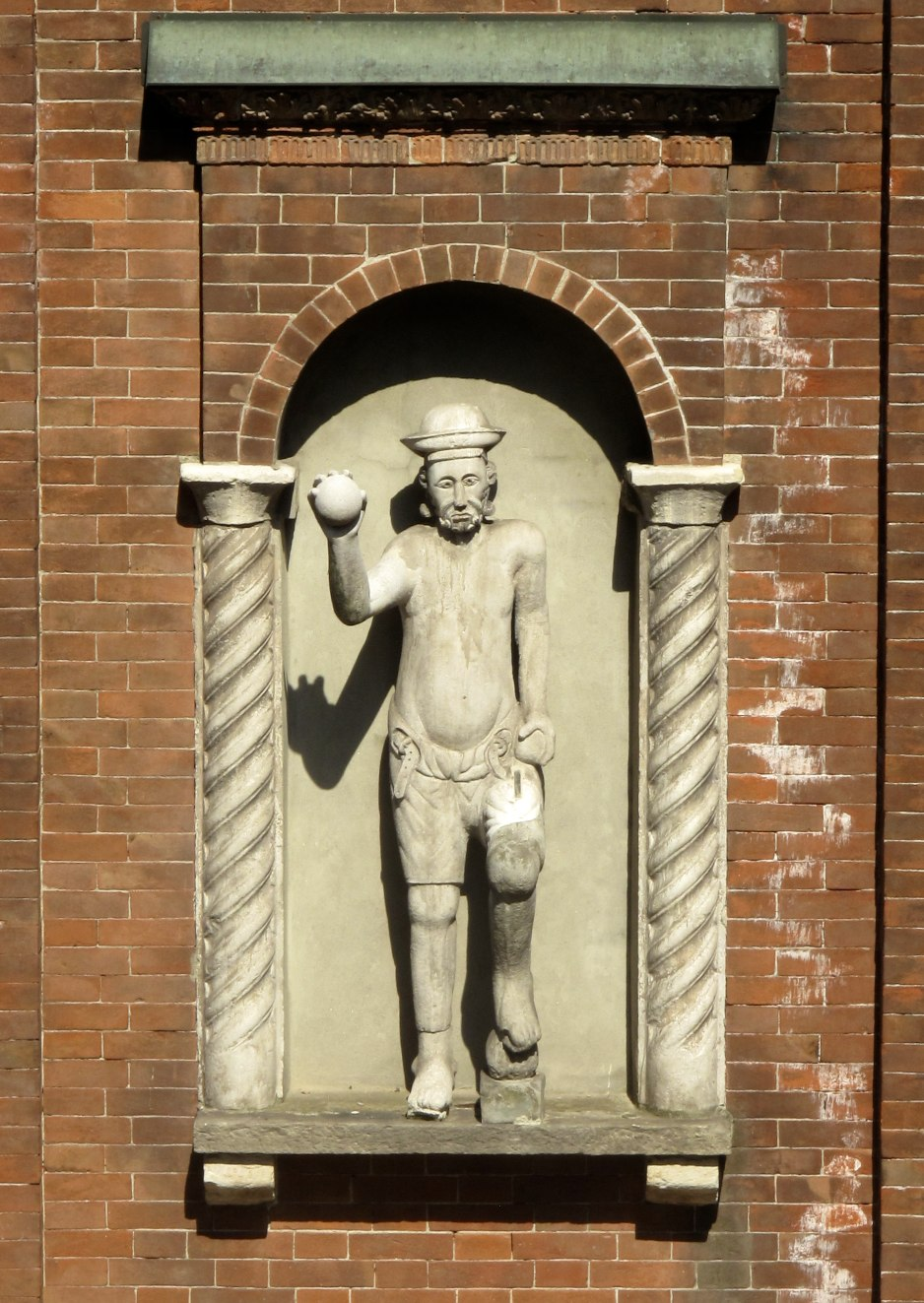
Statua di Giovanni Baldesio

### Interno

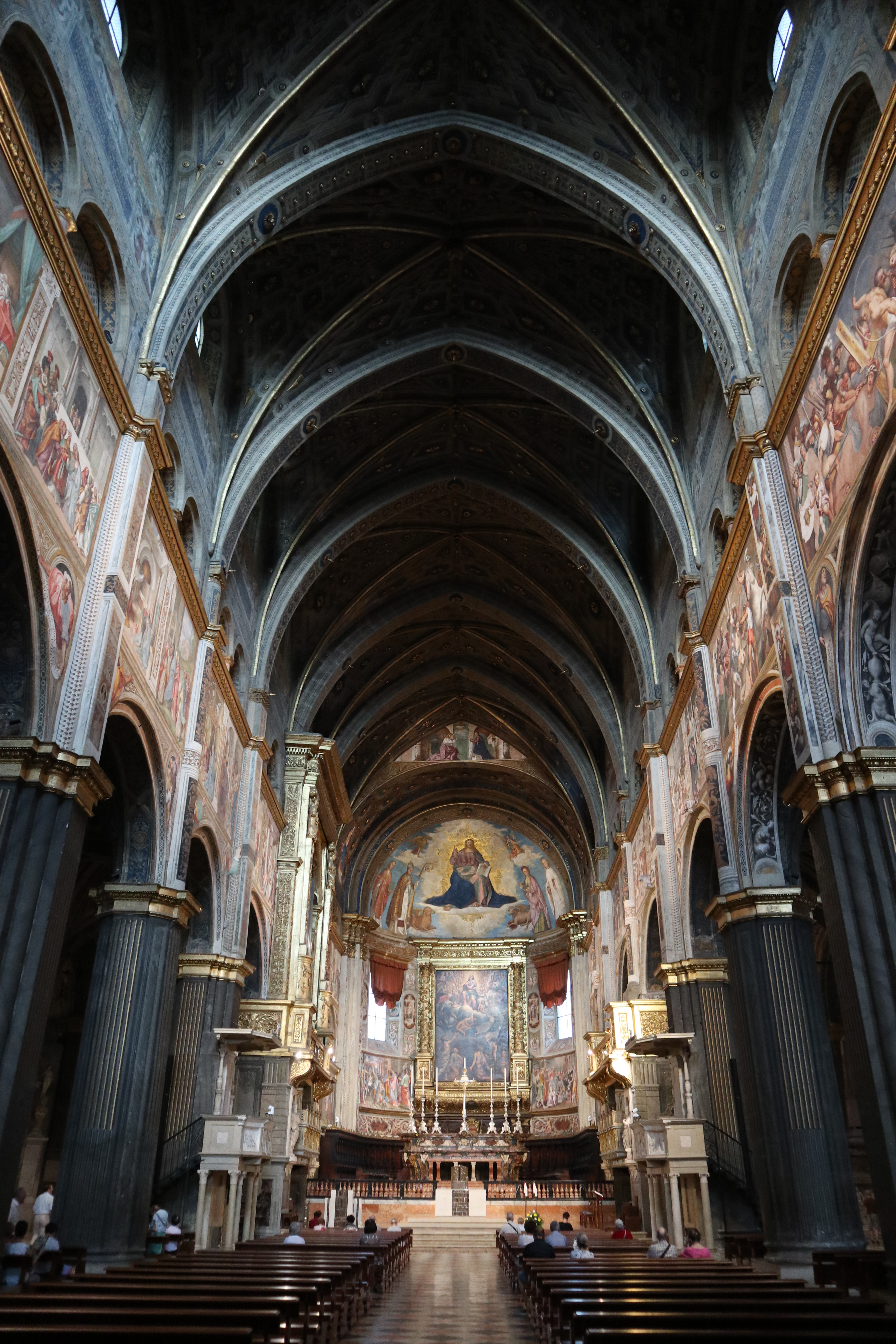
Veduta dell'interno

L'interno della cattedrale è a tre navate separate da due serie di massicci pilastri alternatamente cruciformi e circolari, i quali sostengono severe volte gotiche a sesto acuto. Al di sopra delle navate laterali, si aprono i matronei, che guardano sulla navata principale attraverso ampie bifore. Le campate della navata maggiore sono coperte da volte a crociera, a sesto acuto, impostate nel secolo XIV al posto delle originarie volte romaniche.
La navata maggiore termina in una grande abside semicircolare, nel cui catino fu realizzato un notevole affresco raffigurante il Redentore. Anche le due navate laterali terminano in absidi semicircolari, di dimensioni più ristrette, entro le quali sono ricavate due cappelle riccamente decorate: la cappella del SS. Sacramento, al termine della navata destra, e la cappella della Madonna del Popolo, al termine della navata sinistra. Di lato alla cappella della Madonna è ubicata la statua di San Giuseppe con Bambino in maiolica policroma realizzata dallo scultore Marco Silecchia.
Il coro ligneo venne disegnato da Antonio delle Corna,Antonio Cicognara e Bernardino di Lera, e intagliati e intarsiati da Giovanni Maria Platina fra il 1482 e il 1490.

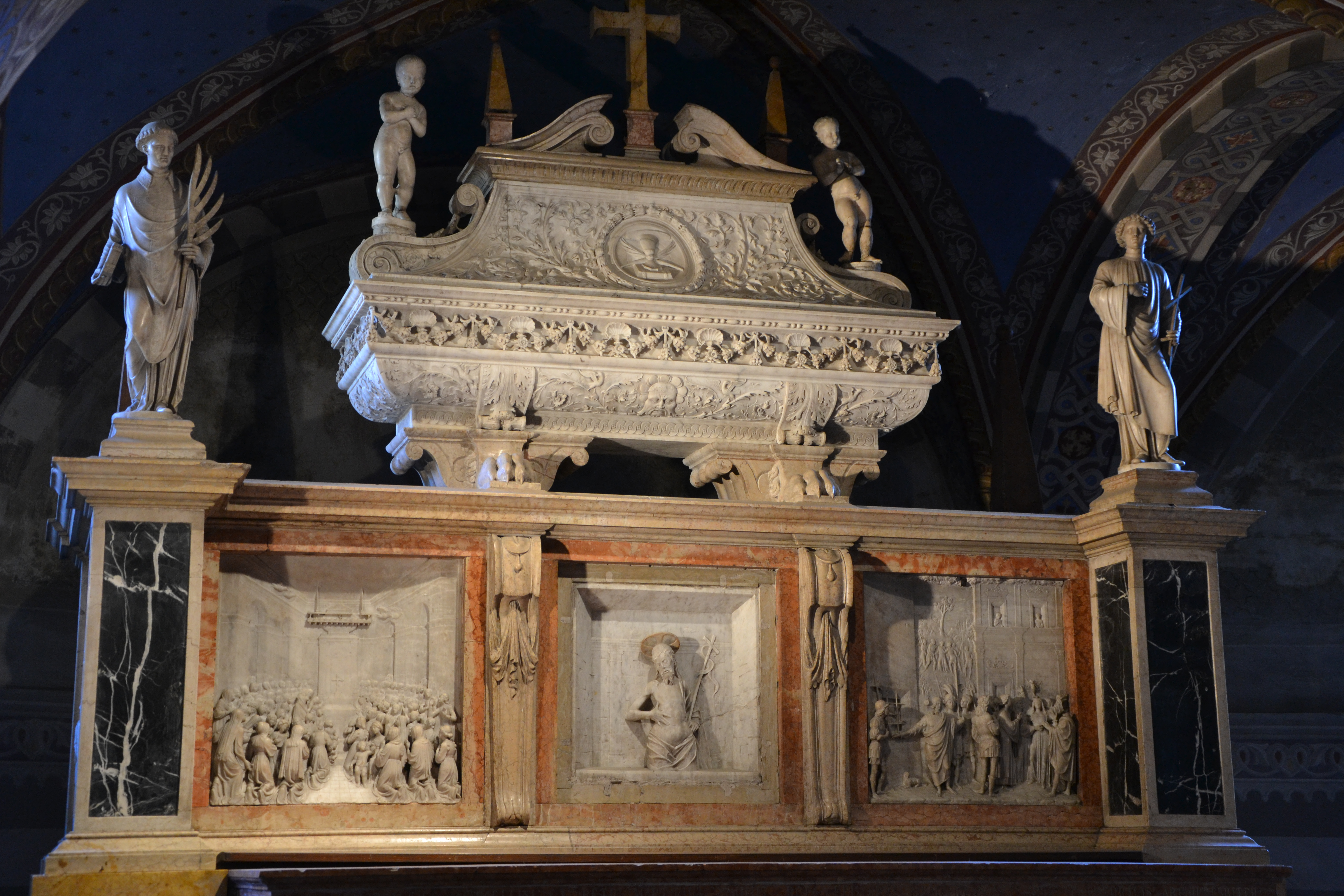
Benedetto Briosco, Arca dei Santi Marcellino e Pietro,1506

La Grande Croce da altare in argento e rifinita in oro fu fabbricata dal 1470 al 1478 dagli orafi Ambrogio Pozzi e Agostino Sacchi cremonese, «colli ori che tolsero i Cremonesi ai Milanesi nella vittoria del 1213 a Castelleone». Il capolavoro, alto tre metri, si trova nel museo diocesano di Cremona a fianco della cattedrale. La croce è composta dall'assemblaggio di oltre mille pezzi, con una folla di ben 160 statue tra piccole e grandi, con 50 busti di Santi. La nuova base in argento è del '700, disegnata da Giovanni B. Manfredi e eseguita dall'argentiere Giuseppe Berselli, due cremonesi. Il restauro della Grande Croce dal 1991 fino al 1994 fu eseguito dal Gruppo Orafi e Orologiai di Cremona e dall'Opificio delle pietre dure di Firenze.

#### La cripta e l'Arca dei santi Marcellino e Pietro
Sotto il presbiterio si apre l'ampia cripta, scavata in epoca romanica ma rinnovata nel 1606 da Francesco Laurenzi, al quale subentrarono Giuseppe Dattaro e Giovanni Battista Maiolo dopo il rovinoso crollo della volta. La cripta è a tre navate, e conserva l'Arca dei santi Marcellino e Pietro, del 1506. L'arca fu scolpita dallo scultore rinascimentale Benedetto Briosco, allievo dell'Amadeo e autore del portale principale della Certosa di Pavia, all'inizio del XVI secolo, per la chiesa di San Tommaso a Cremona. In epoca barocca, all'inizio del Seicento, il sarcofago fu traslato in duomo nella sua sede attuale e ricostruito dallo scultore Matteo Galletti utilizzando le formelle originali del Briosco, oltre alla formella centrale con Cristo Risorto proviene dall'arca di S. Arealdo dell'Amadeo. I sei episodi della vita dei santi Marcellino e Pietro rappresentati sono i seguenti:
- Sul fronte, a destra, Pietro che, arrestato nello sfondo e uscito miracolosamente di prigione, esorcizza Paolina, figlia ossessa del carceriere Artemio.
- Sul lato destro della cassa, il battesimo della famiglia di Artemio
- sul retro, l'interrogatorio dinanzi al giudice Sereno
- sempre sul retro, la decollazione dei santi, mentre gli angeli nello sfondo ne raccolgono in cielo le anime
- Sul fronte, a sinistra, la Leggenda delle colombe: secondo quanto narra Antonio Campi, durante la battaglia di Castelleone le donne di Cremona si raccolsero in San Tommaso a pregare; la lotta con i milanesi volgeva al peggio quando «si viddero miracolosamente uscire due candidissime colombe dall'arca di quei due santi, che per la porta di detta chiesa se ne volarono verso l'essercito de' cremonesi»
- lato sinistro dell'arca, il trasporto dei due corpi e la loro sepoltura[9].

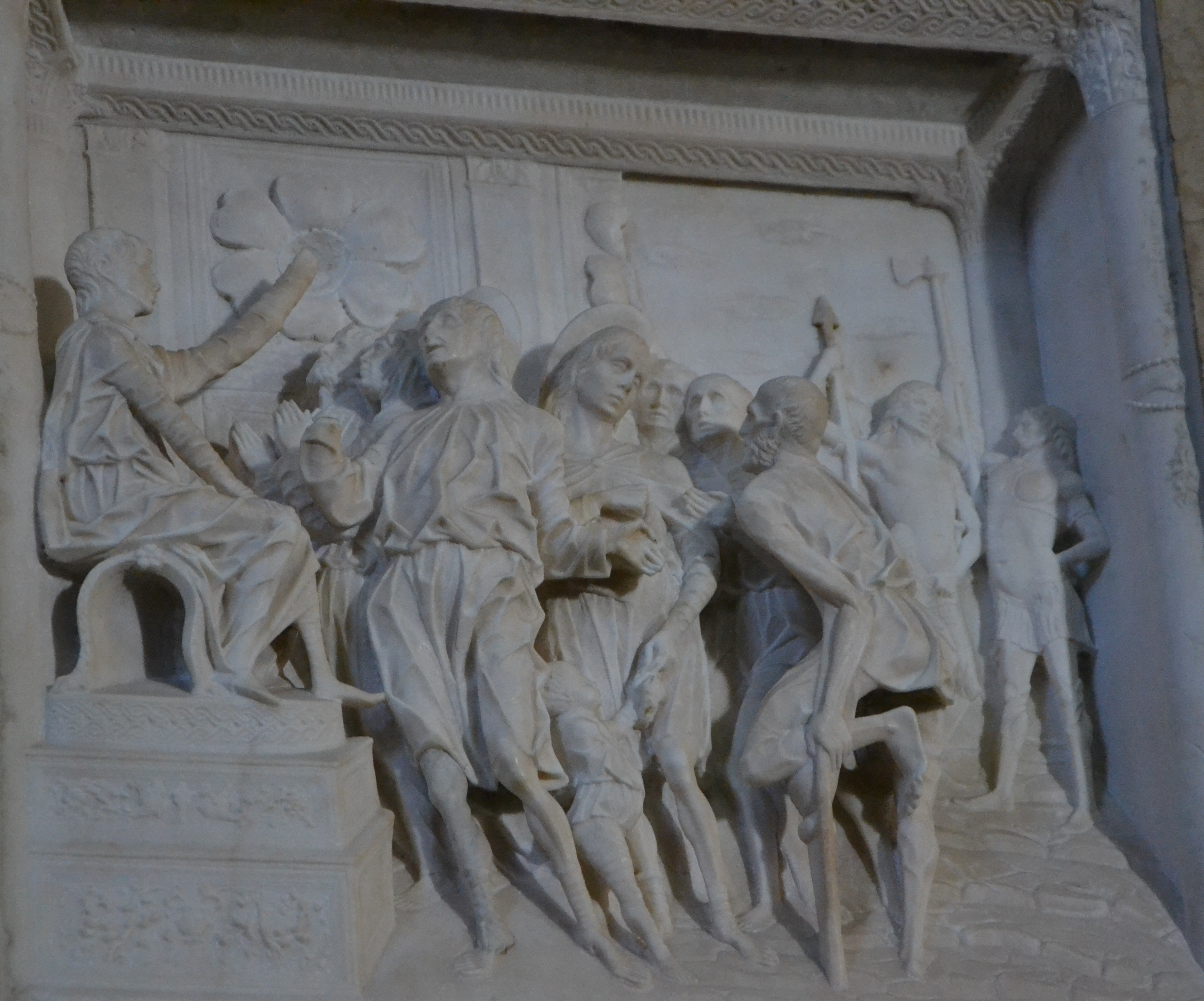
Rilievi provenienti dall'Arca del martiri persiani di Giovanni Antonio Amadeo e Giovanni Antonio Piatti (1482)

#### Le sculture rinascimentali dell'Amadeo e del Piatti: l'Arca dei martiri persianie l'arca di S. Arealdo
I due pulpiti gemelli del duomo furono realizzati nel 1820, utilizzando una serie di formelle in marmo di Carrara, capolavoro di epoca rinascimentale che furono scolpite per la cosiddetta Arca dei martiri persiani, destinata a custodire i resti dei SS. Mario e Marta e dei loro figli Audiface e Abaco, originari della Persia e martirizzati a Roma. ll monumento fu commissionato il 15 marzo 1479 dall'abate del monastero benedettino di San Lorenzo a Cremona, Antonio Meli, allo scultore milanese Giovanni Antonio Piatti. Le formelle raffigurano le varie ed efferate procedure di martirio cui furono sottoposti i santi: nel pulpito di Sinistra, I martiri davanti all'imperatore, La condanna, La ﬂagellazione, il rogo; in quello di destra, Il taglio delle mani, La decapitazione, I cadaveri gettati nel rogo e Il martirio di Marta. All'arca appartenevano anche due rilievi con l'Annunciazione oggi al Louvre e la Natività al Castello Sforzesco di Milano, tre statue a tutto tondo (la cosiddetta Madonna Fonie del Philadelphia Museum of Art tra San Benedetto e San Lorenzo del John and Mable Ringling Museum of Art di Sarasota); dovevano fare parte del monumento anche quattro statuette di Angeli con gli strumenti della passione sempre del Castello Sforzesco. Scomparso il Piatti, fu affidato l'incarico di terminare l'ornamentazione al suo socio, lo scultore Giovanni Antonio Amadeo. L'anno dopo i fabbricieri del Duomo, bene impressionati, gli commissionano un rilievo di "S. Imerio elemosiniere", oggi murato sul fianco destro dell'altare maggiore, per il frontale dell'arca di S. Imerio in cui riecheggia lo stile del Mantegazza.
Ancora a Cremona nel 1482 il canonico del Duomo Isaac Restalli lo incarica di scolpire l'"arca di S. Arealdo". La data del 1484 con la sua firma sta su quattro rilievi marmorei della smembrata Arca, ossia "S. Gerolamo penitente", "S. Francesco stigmatizzato", "Noli me tangere", "Gesù alla colonna", oggi murati nel transetto. Nel palazzo del Comune di Cremona il "portale rinascimentale" della Sala del Consiglio reca sculture ornamentali con le statue della "Giustizia" e della "Temperanza" che rivelano il suo stile.

#### Decorazione pittorica

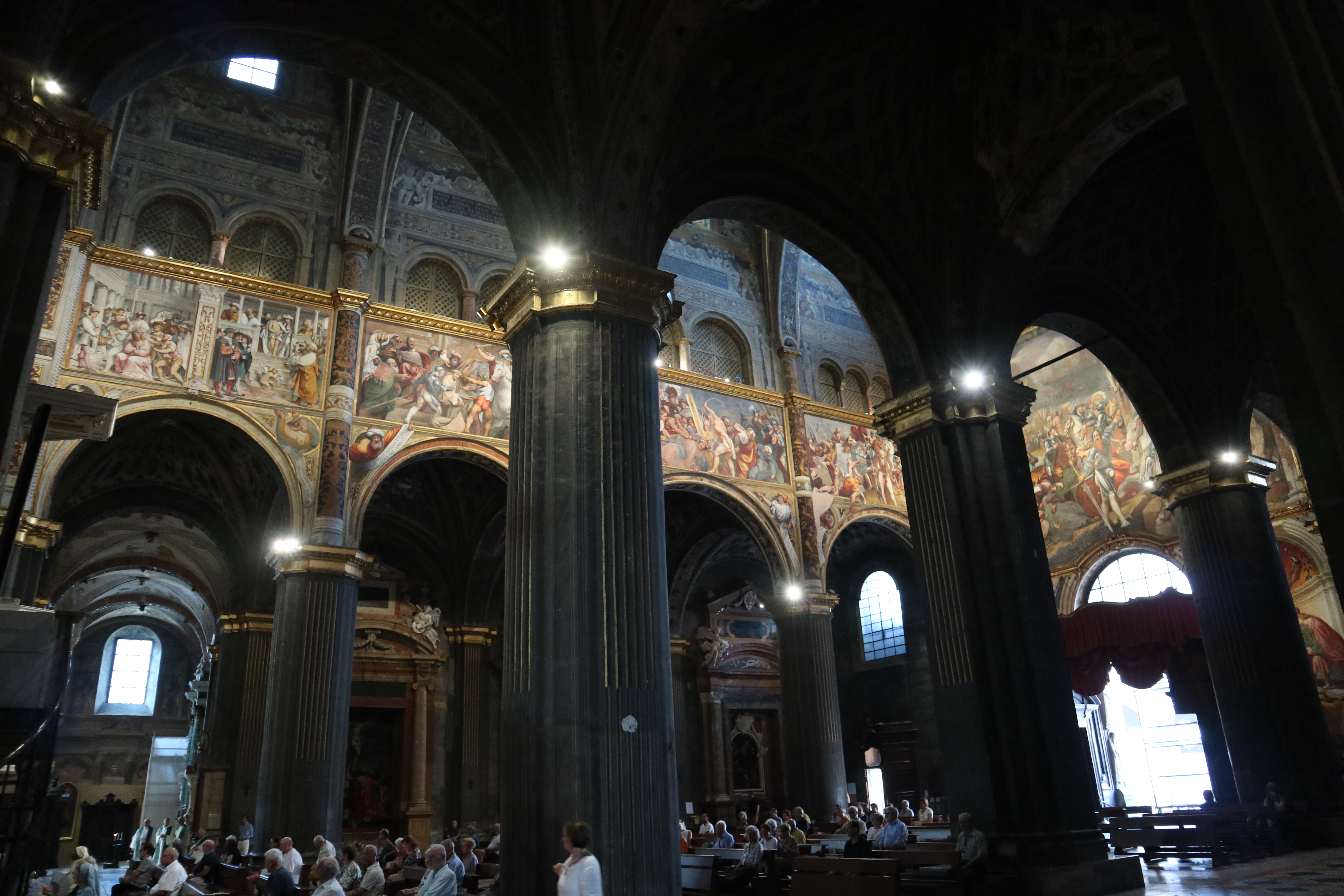
Veduta delle pitture interne.

La decorazione ad affresco della navata maggiore della Cattedrale, realizzata da vari artisti nei primi due decenni del XVI secolo, rappresenta uno dei più importanti episodi della cultura figurativa lombarda del periodo. Iniziò i lavori il pittore cremonese Boccaccio Boccaccino, artista per il quale si è ipotizzata una formazione ‘prospettica’ milanese arricchita successivamente dal contatto con il proto-classicismo emiliano e i cromatismi dell'area veneta, durante il soggiorno presso la corte estense di Ercole I (1497-1500). Tornato a Cremona, tra il 1506 ed il 1507 il Boccaccino affrescò il catino absidale con il Redentore tra i Santi Marcellino, Imerio, Omobono e Pietro esorcista, protettori della città, l'Annunciazione sull'arco trionfale e due volte, andate perdute. L'affresco del Redentore sembra evidenziare l'assimilazione delle novità veneziane non solo di Giorgione ma anche di Durer, che hanno fatto ipotizzare un soggiorno lagunare dell'artista.

##### LeStorie della Verginedi Boccaccino, Bembo e Melone

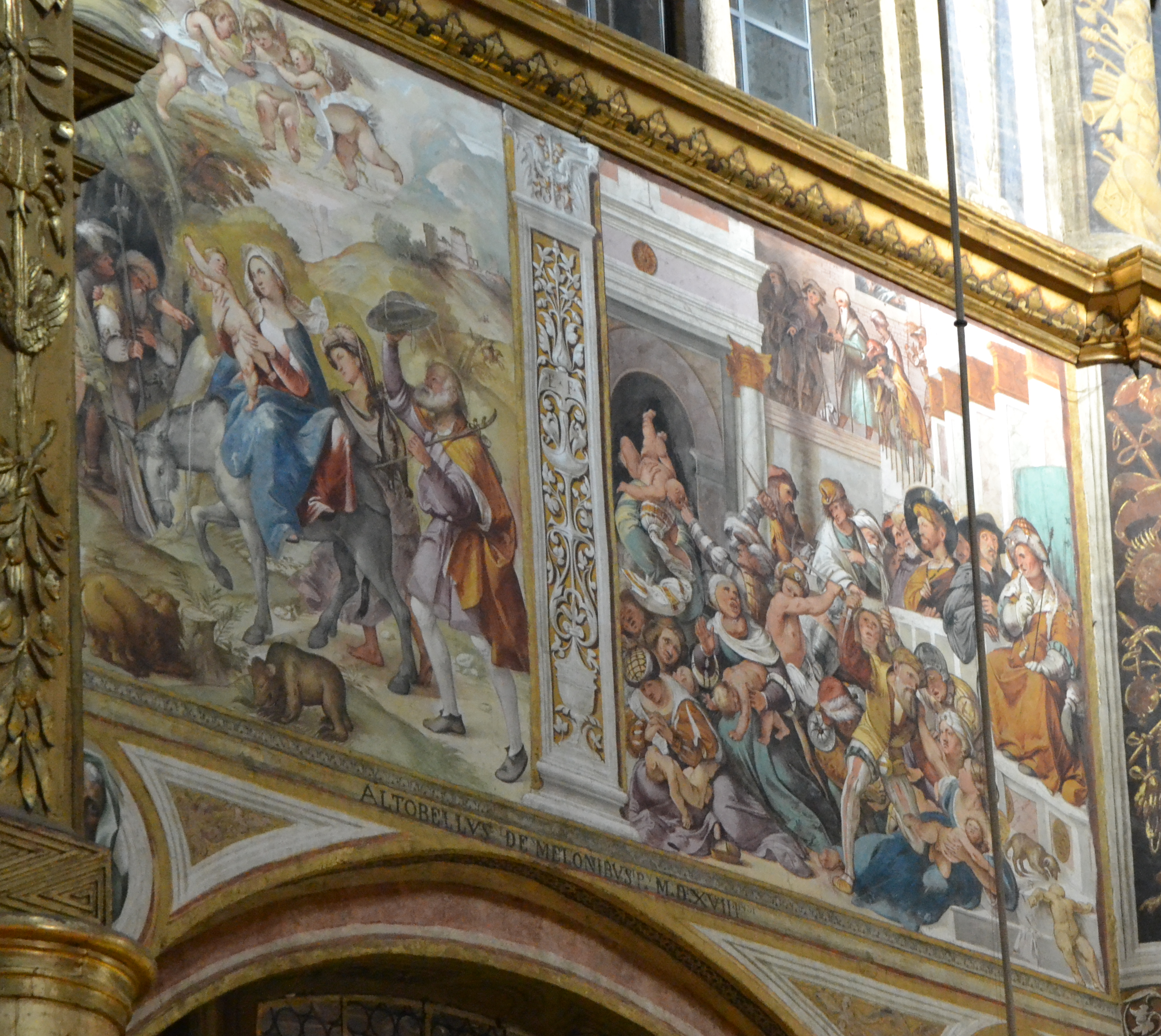
Altobello Melone, Fuga in Egitto, Strage degli Innocenti, affreschi della navata principale (XVI secolo)

Il programma pittorico degli arconi delle campate della navata centrale prevedeva il ciclo delle Storie della Vergine per la parete sinistra, e delle Storie della Passione di Cristo per quella di destra. Spettò ancora al Boccaccino intraprendere la decorazione dei primi affreschi con episodi della vita di Maria nei primi quattro arconi, completati tra il 1512 ed il 1516: apparizione dell'angelo a Gioachino, incontro di Gioachino e Anna, natività di Maria, sposalizio della vergine, annunciazione, visitazione, adorazione dei pastori e circoncisione.
L'artista fu affiancato da altri pittori cremonesi a partire dal 1515, quando Giovanni Francesco Bembo iniziò a dipingere l'Adorazione dei Magi e la Presentazione al Tempio nel quinto arcone, mentre Altobello Melone, dall'anno successivo, affrescava la Strage degli Innocenti e la Fuga in Egitto nel settimo (la sesta campata è occupata dalla monumentale cinquecentesca cassa intagliata e dorata contenente l'organo "Mascioni" del 1984), per poi affrescare sulla parete di destra altre due campate a partire dal presbiterio con episodi della Passione.
Le novità stilistiche introdotte dai due artisti impressero un'evoluzione anche al Boccaccino, che mostra un passaggio da un calmo stile narrativo ad una visione meno simmetrica e centrata della composizione. La decorazione del duomo di Cremona è infatti di grande interesse per l'apporto di alcuni dei maggiori degli artisti “eccentrici” dell'Italia settentrionale, che sperimentano soluzioni formali alternative rispetto al linguaggio del classicismo.

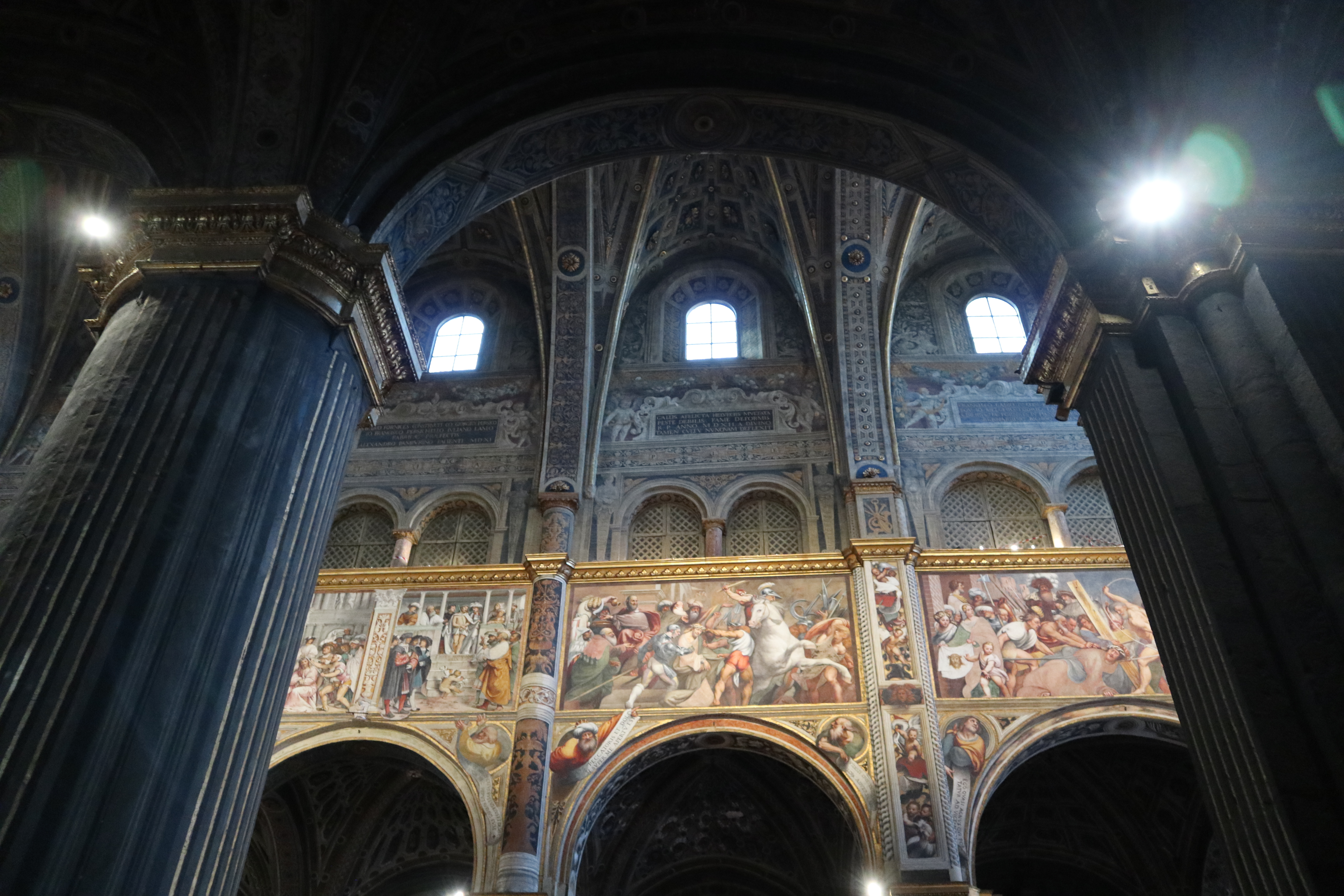
Romanino e Pordenone, affreschi della navata centrale, XVI secolo

##### Le Storie della Passione di Cristodi Romanino e Pordenone
Nel 1519 i due arconi successivi della parete destra furono affidati al bresciano Girolamo di Romano, detto Il Romanino, che vi rappresentò Cristo davanti a Caifa, la Flagellazione, l'Incoronazione di spine e l'"Ecce homo". Tuttavia i nuovi Massari nel 1520 gli ritirarono la commissione per ulteriori tre arconi, preferendogli Giovanni Antonio de Sacchis, detto il Pordenone, che, reduce da un'esperienza romana, poté concludere la decorazione con un linguaggio considerato più avanzato perché aggiornato sulle novità di Raffaello e, soprattutto, Michelangelo. La massima intensità stilistica raggiunta dall'artista appare, oltre che nella splendida Deposizione affrescata sull'arcone, anche nella controfacciata, dove il Pordenone dipinse una drammatica Crocifissione e uno stupendo Compianto, dipinto in uno spazio architettonico fittizio, con il corpo del Cristo deposto in scorcio. Il ciclo venne concluso nel 1529 da Bernardino Gatti detto "il Soiaro", che dipinse la "Resurrezione di Cristo" nella zona inferiore sinistra della controfacciata.

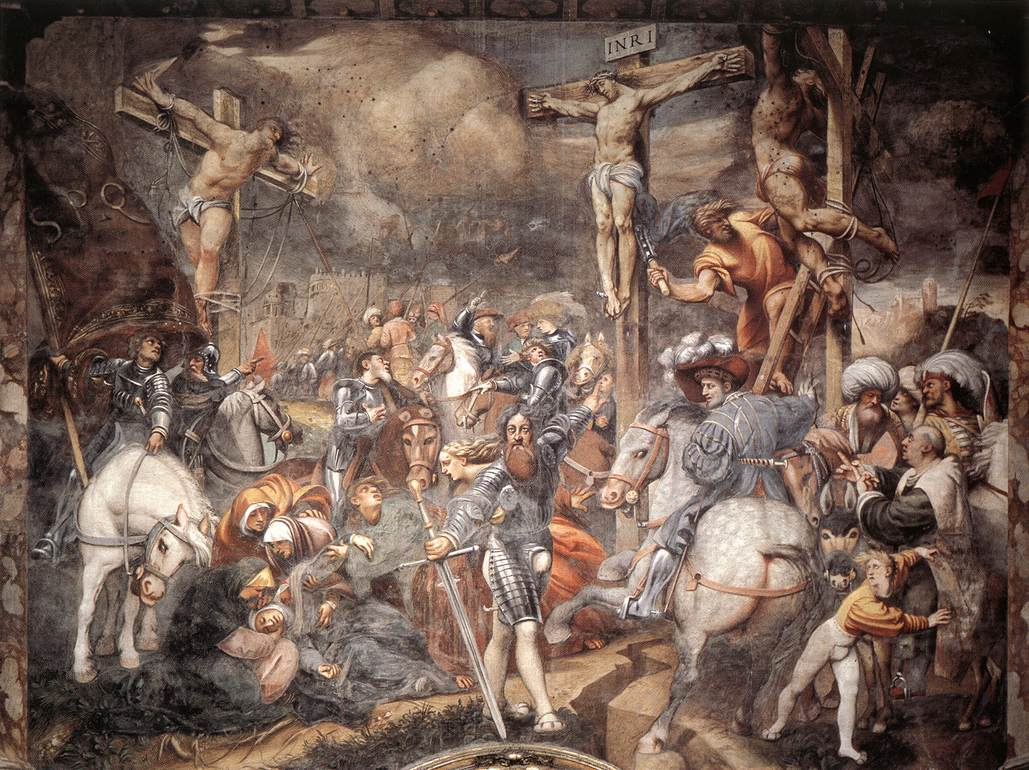
Il Pordenone, Crocifissione (ca. 1520-1521), affresco sulla controfacciata

Lo stesso Gatti dipinse nel 1575 la pala dell'altare maggiore con l'Assunta. Il presbiterio fu inoltre impreziosito da affreschi di Bernardino e Antonio Campi in seguito all'apertura delle due finestre absidali che comportarono la distruzione di preesistenti affreschi del Boccaccino.

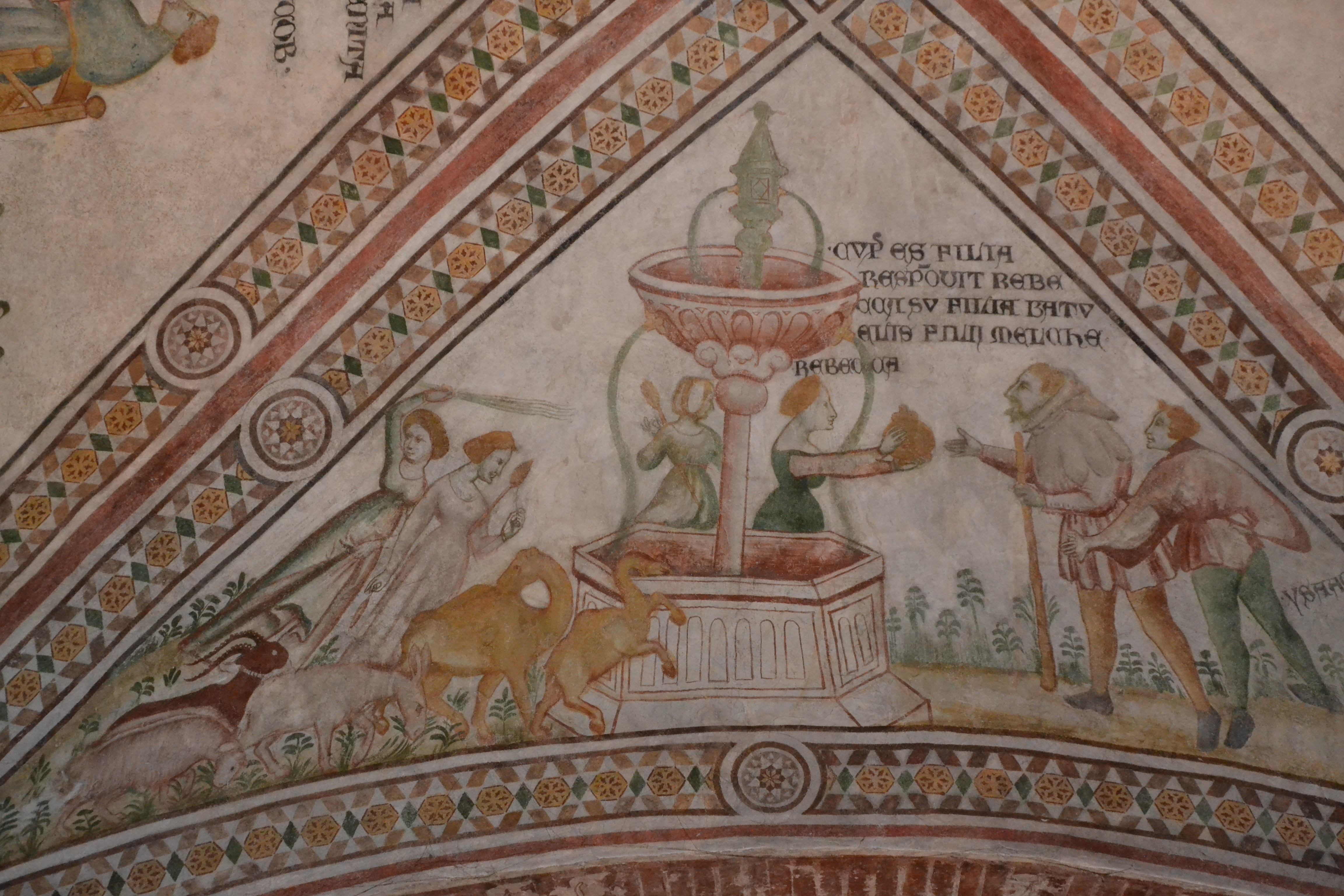
Storie bibliche, volte del transetto, XV secolo

Nelle navate minori dell'esteso transetto è notevole un ciclo quattrocentesco pittorico di affreschi raffiguranti episodi veterotestamentari, la cui attribuzione è tutt'oggi incerta. Il ciclo, in origine esteso alle navi minori del corpo centrale, in quest'ultima zona è stato nascosto da sovrapposizioni pittoriche a partire dal XVII secolo. Non è stato identificato l'autore o gli autori di queste opere di gusto ancora tardogotico, caratterizzate dal fondo bianco su cui spiccano le figure dipinte a colori vivaci e le estese citazioni bibliche che indicano i personaggi e le loro azioni.
Al termine del transetto sinistro è la Cappella di san Rocco con le opere del pittore barocco Luigi Miradori, detto il Genovesino (1646). All'interno di una grande ancona lignea dorata e fittamente decorata, con al centro la statua del santo, sono ospitate le piccole tele che narrano la vita del santo, capolavori del barocco cremonese. In alto al centro è San Rocco e il cane, al di sotto vi sono Guarigione degli appestati, la Processione con la statua di San Rocco e San Rocco risana gli animali. Di fianco alla statua, da sinistra, in alto, la Nascita, la distribuzione dei beni ai poveri e San Rocco che ottiene la cessazione della peste, a destra la Segnatura del cardinale, San Rocco visitato dalle fiere nel deserto e l'annuncio della morte in carcere. Le scene, rappresentate a colori vivaci che spiccano nel forte chiaroscuro, rappresentano un'interessante testimonianza della vita quotidiana nel Seicento.

### Organi a canne
Nella cattedrale si trovano due organi a canne:
- l'organo maggiore è il Mascioni opus 1066, è stato costruito nel 1984 e dispone di 54 registri su tre manuali e pedale; esso è alloggiato all'interno di un'antica cassa, finemente decorata dal pittore Francesco Pesenti e intagliata, risalente alla metà del XVI secolo;[15]
- l'organo corale, un organo positivo a cassapanca, è stato costruito nel 2003 da Daniele Giani e si compone di 8 registri con unico manuale, senza pedale.[16]

## Persone legate alla cattedrale di Cremona
- Marc'Antonio Ingegneri, maestro di cappella della cattedrale di Cremona.
- Antonio Dragoni, matematico e canonico primicerio della cattedrale.[17]
- Ruggero Manna, maestro di cappella della cattedrale di Cremona dal 1835 al 1864.
- Vincenzo Petrali, organista della cattedrale di Cremona dal 1849 al 1853.
- Federico Caudana, organista e maestro di cappella della cattedrale di Cremona dal 1907 al 1963.